# Rondo Kardynała Stefana Wyszyńskiego w Zamościu

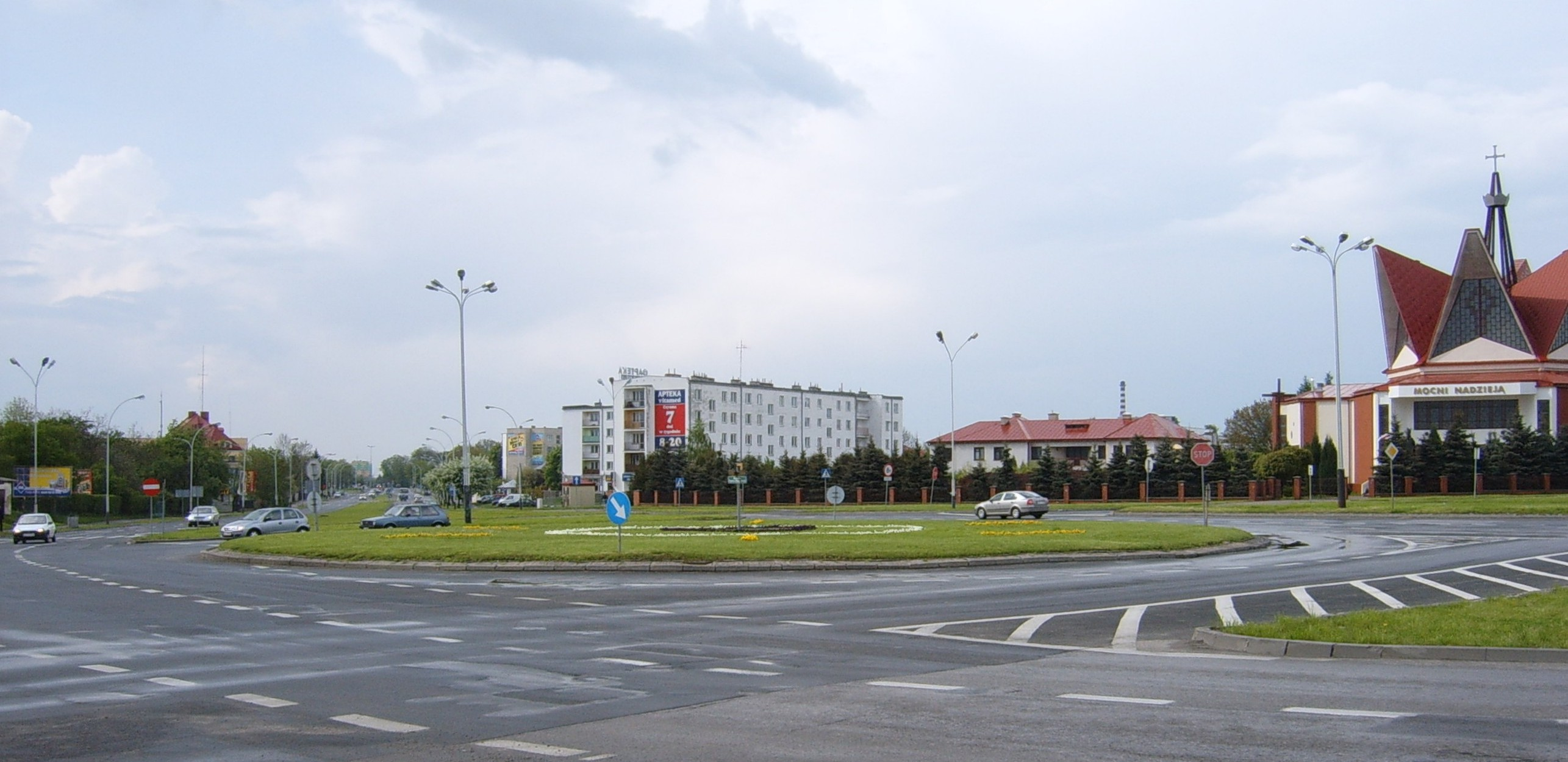
Rondo Stefana Wyszyńskiego

Rondo Kardynała Stefana Wyszyńskiego – położone w Zamościu na terenie osiedla J. Zamoyskiego, które powstało po 1980 roku i jest częścią Obwodnicy Śródmiejskiej. Nazwa ronda jest uhonorowaniem zmarłego przyjaciela Jana Pawła II.
Rondo łączy ulice:
- ul. S. Wyszyńskiego – od zachodu i od wschodu; w całości dwujezdniowa ulica z rozdzielającym pasem zieleni.

- ul. J. Zamoyskiego – od północy; jednojezdniowa ulica łącząca ul. S. Wyszyńskiego z ul. Legionów, będąca główną ulicą dojazdową do os. J. Zamoyskiego i os. Zakole. W pobliżu szkoły podst. nr 4 znajduje się nad nią kładka dla pieszych (podobne są także na wewnętrznych uliczkach os. J. Zamoyskiego).

- ul. Odrodzenia – od południa; dwujezdniowa ulica stanowiąca przedłużenie ul. Orląt Lwowskich i ul. Lipskiej, która prowadzi do Krasnobrodu przez podmiejskie wsie Skokówka i Żdanów.

Na rondzie tym (i terenach wokół niego), w roku 1999, ok. 200 tys. pielgrzymów wysłuchiwało liturgii słowa Jana Pawła II, podczas jego VII Pielgrzymki do Polski.